# Újvári György
Újvári György (Budapest, 1931 –) magyar vitorlázórepülő sportoló, sportvezető.

## Életpályája
16 éves korában 1947-ben Farkashegyen Kinizsi Sportrepülő Egyesületben ült először vitorlázógépbe.

## Sportegyesületei
- Kinizsi Sportrepülő Egyesület
- Műegyetemi Sportrepülő Egyesületben (MSE)
- Munkaerő Tartalékok Hivatala Repülő Klubja (MTH RK)

## Sporteredmények
1962-ben 440 kilométer távolsági, 4200 méterrel magassági rekordot repült Sirály-II típusú vitorlázógépével.

### Magyar bajnokság
1952-ben a IV. vitorlázórepülő nemzeti bajnokság junior győztese Cinke típusú vitorlázó repülőgéppel. A hét versenyszám alatt 278 órát és 2634 kilométert repült.

## Sportvezető
1952-ben az újonnan megalakult Munkaerő-tartalékok Hivatala Repülő Klubja (MTH RK) első titkára, majd 1955–1956 között (MSE) újból titkár.